# Meresa Kassaye
Meresa Kassaye (ur. 23 maja 1996) – etiopski lekkoatleta specjalizujący się w biegach długich
W 2013 roku zdobył srebro mistrzostw Afryki juniorów młodszych, a podczas mistrzostw świata juniorów młodszych wywalczył złoty medal ustanawiając jednocześnie nowy nieoficjalny rekord świata juniorów młodszych w biegu na 2000 metrów z przeszkodami.
Rekord życiowy: bieg na 3000 metrów z przeszkodami – 8:26,08 (9 maja 2014, Doha); bieg na 2000 metrów z przeszkodami – 5:19,99 (12 lipca 2013, Donieck).

## Osiągnięcia
| Rok  | Impreza                               | Miejsce | Konkurencja                        | Pozycja    | Wynik   |
| ---- | ------------------------------------- | ------- | ---------------------------------- | ---------- | ------- |
| 2013 | Mistrzostwa Afryki juniorów młodszych | Warri   | bieg na 2000 metrów z przeszkodami | 2. miejsce | 5:42,20 |
| 2013 | Mistrzostwa świata juniorów młodszych | Donieck | bieg na 2000 metrów z przeszkodami | 1. miejsce | 5:19,99 |
| 2014 | Mistrzostwa świata juniorów           | Eugene  | bieg na 3000 metrów z przeszkodami | 7. miejsce | 8:44,15 |